# Iglesia metodista unida
La Iglesia Metodista Unida o UMC (del inglés United Methodist Church) es una confesión cristiana protestante metodista. 

## Historia
Fundada en 1968 por la unión de las iglesias The Methodist Church y Evangelical United Brethren Church, la UMC traza sus raíces desde el movimiento de avivamiento cristiano de John Wesley y Charles Wesley de la Iglesia de Inglaterra. 
Como tal, la orientación teológica de esta iglesia es wesleyana, 
conteniendo tanto elementos litúrgicos como evangélicos.
En 2018, a nivel mundial, tendría 6 464 127 miembros y 12 866 iglesias.
En 2021, tendría 5 714 815 miembros en Estados Unidos.
La mayoría de Iglesias metodistas unidas están organizadas en torno a Consejo Metodista Mundial.

## Cisma
En febrero de 2019, los delegados de varios países votaron 438 a 384 para mantener las reglas tradicionales de la Iglesia sobre el matrimonio, prohibiendo así una enmienda que permitía el matrimonio entre personas del mismo sexo. 
En enero de 2020, después de múltiples debates una parte de sus líderes decide dividir la Iglesia fundando una nueva iglesia conservadora para las iglesias que no apoyaban el matrimonio entre personas del mismo sexo. 
En noviembre de 2020, algunas iglesias liberales que no deseaban esperar a la próxima Conferencia General fundaron la Liberation Methodist Connexion. 
En 2022, debido a la pandemia de COVID-19, se anunció la Conferencia General para el lanzamiento de la confesión conservadora para 2024. Las iglesias conservadoras no quisieron esperar a esta fecha y fundaron la Iglesia Metodista Global en mayo de 2022. 
Hasta diciembre de 2023, 7.659 iglesias estadounidenses habían abandonado la  confesión desde estos acontecimientos, lo que corresponde a 1 de cada 4 iglesias desde el inicio del procedimiento.  En 2024 los delegados de la Iglesia Metodista Unida derogaron la prohibición de la iglesia sobre el clero LGBT, permitiendo su ordenamiento a partir de mayo de 2024 tras una abrumadora mayoría de 692 votos a favor y 51 en un contra. 